# Amnon Aharony

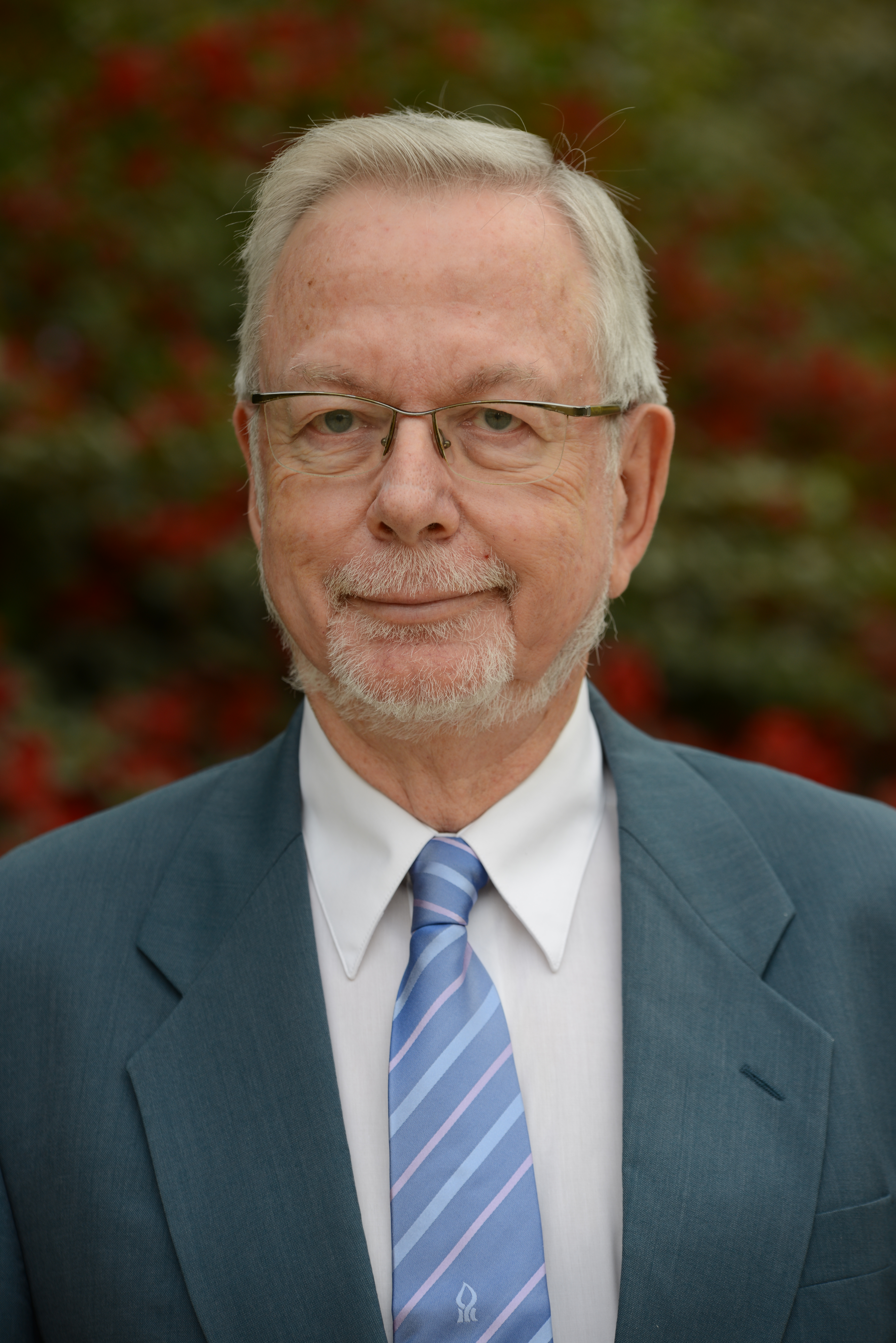
Amnon Aharony

Amnon Aharony (hebräisch אמנון אהרוני‎; * 1943) ist ein israelischer Physiker, der sich mit statistischer Mechanik und Festkörperphysik befasst.
Aharony studierte Mathematik und Physik an der Hebräischen Universität mit dem Bachelor-Abschluss 1964 und dem Master-Abschluss 1965 (Diplomarbeit: The distorted wave Born approximation for direct nuclear reactions) und wurde 1972 an der Universität Tel Aviv promoviert (Dissertation: Aspects of time reversal symmetry violation). Dazwischen forschte er 1965 bis 1972 für die israelische Armee und war daneben Instructor an der Universität Tel Aviv. Als Post-Doktorand war er 1972 bis 1974 als Fulbright-Stipendiat an der Cornell University und außerdem an der Harvard University (1974), der University of California, San Diego (1975) und an den Bell Laboratories in Murray Hill (1975). 1975 wurde er Associate Professor und 1979 Professor an der Universität Tel Aviv, an der er 2006 emeritiert wurde. Danach war er bis 2013 Professor an der Ben-Gurion-Universität, an der er schon 2003 bis 2006 Gastprofessor war.
1979/80 war er Gastprofessor in Harvard, 1980, 1986 und 1988 am Massachusetts Institute of Technology (MIT), 1987 an der Boston University, 2007 und 2011 am NTT in Japan und 2006 an der Universität Tokio. 1987 bis 2012 war er Adjunct Professor an der Universität Oslo. Er war 1976 bis 1986 Berater von IBM Research (in Zürich und Yorktown Heights) und 1989 bis 2000 des MIT.
Aharony befasst sich mit Phasenübergängen und kritischen Phänomenen, ungeordneten Systemen und anomaler Diffusion, Hochtemperatursupraleitern,  Fraktalen, mesoskopischer Physik, Perkolationstheorie und Spintronik.
1984 erhielt er den Landau-Preis, 1993 den Weizmann-Preis, 2000 den Rothschild-Preis und 2003 den Humboldt-Meitner-Preis und den norwegischen Randers-Preis. 2012 wurde er Mitglied der Israelischen Akademie der Wissenschaften. 1985 wurde er Fellow der  American Physical Society und 2011 Ehren-Fellow des Institute of Physics. Er ist auswärtiges Ehrenmitglied der American Academy of Arts and Sciences und auswärtiges Mitglied der Norwegischen Akademie der Wissenschaften.

## Schriften
- Dependence of universal critical behavior on symmetry and range of interaction, in: C. Domb (Hrsg.),  Phase Transitions and Critical Phenomena, Band 6, Academic Press 1976, S. 357–424
- Tricritical points in systems with random fields, Physical Review B, Band 18, 1978, S.  3318
- mit S. Fishman: Random field effects in disordered anisotropic antiferromagnets, Journal of Physics C, Band 12, 1979, S.  L729
- mit Y. Gefen, Benoit Mandelbrot: Critical phenomena on fractal lattices, Physical Review Letters, Band 45, 1980, S. 855
- mit Y. Gefen, S. Alexander: Anomalous diffusion on percolating clusters, Physical Review Letters, Band 50, 1983, S.  77
- mit R. J. Birgeneau, A. Coniglio, M. A. Kastner, H. E. Stanley: Magnetic phase diagram and magnetic pairing in doped La 2 CuO 4, Phys. Rev. Letters, Band 60, 1988, S. 1330
- mit T. Thio u. a.: Antisymmetric exchange and its influence on the magnetic structure and conductivity of La 2 Cu O 4, Phys. Rev. B, Band 38, 1988, S. 905
- mit B. Keimer u. a.: Magnetic excitations in pure, lightly doped, and weakly metallic La 2 CuO 4, Phys. Rev. B, Band 46, 1992, S.  14034
- mit Dietrich Stauffer: Introduction to Percolation Theory, 2. Auflage, Taylor and Francis 1992,  CRC Press 2014
  - Deutsche Ausgabe: Perkolationstheorie. Eine Einführung, VCH 1995
- mit G. Lawes, R. J. Cava u. a.: Magnetically Driven Ferroelectric Order in {\displaystyle Ni_{3}V_{2}O_{8}}, Physical Review Letters, Band 95, 2005, S. 087205